# Hans Cauer (Maler)
Hans Cauer (* 21. März 1870 in Kreuznach; † 3. Oktober 1900 ebenda) war ein deutscher Maler.
Hans Cauer, Spross der Künstlerfamilie Cauer, wurde als jüngstes von sieben Kindern des Bildhauers Carl Ludwig Cauer und dessen Ehefrau Elisabeth Helene Magdalene, geb. Schmidt, geboren. 1886 war er Schüler der Kunstakademie Düsseldorf unter Hugo Crola, später der Malerakademie in Weimar und verbrachte Studienaufenthalte in Spanien und Ägypten. Er lebte als Kunstmaler in seiner Heimatstadt und starb dort am 3. Oktober 1900, im Alter von 30 Jahren, an Tuberkulose.

## Notizen
1. ↑  Findbuch 212.01.04 Schülerlisten der Kunstakademie Düsseldorf (Memento des Originals vom 11. April 2018 im Internet Archive)  Info: Der Archivlink wurde automatisch eingesetzt und noch nicht geprüft. Bitte prüfe Original- und Archivlink gemäß Anleitung und entferne dann diesen Hinweis., Webseite im Portal archive.nrw.de (Landesarchiv Nordrhein-Westfalen)
2. ↑  nach Archivmaterial: Walther Timm (Kompilator): Die Nachfahren von Dr. med. Carl Ludwig Cauer (1750–1813) und Aimée Elenore, geb. Bassenge (1760–1824), Dresden. Eine Sippentafel. Selbstverlag, Bad Nauheim 1958/59.

| Personendaten    | Personendaten   |
| ---------------- | --------------- |
| NAME             | Cauer, Hans     |
| KURZBESCHREIBUNG | deutscher Maler |
| GEBURTSDATUM     | 21. März 1870   |
| GEBURTSORT       | Kreuznach       |
| STERBEDATUM      | 3. Oktober 1900 |
| STERBEORT        | Kreuznach       |